# Towarzystwo Rewolucyjnych Obywatelek Republikańskich
Towarzystwo Rewolucyjnych Obywatelek Republikańskich (fr. Société des citoyennes républicaines révolutionnaires) – organizacja polityczna zrzeszająca kobiety założona w Paryżu 10 maja 1793 r. przez Claire Lacombe i Pauline Léon. Jej członkiniami były głównie radykalne przedstawicielki warstwy ludowej (tzw. sankiuloterii), sympatyzujące z jakobinami. Początkowo nawet siedzibę przy ulicy św. Honoriusza w Paryżu dzieliło z Klubem Jakobinów. Ich głównym celem było wspomożenie militarnej obrony stolicy w obliczu nadciągających wojsk antyrewolucyjnych.
Członkinie Towarzystwa Rewolucyjnych Obywatelek Republikańskich brały aktywny udział w obaleniu rządu Żyrondy (31 maja,1-2 czerwca 1793), umożliwiając tym samym dojście do władzy jakobinów z Maksymilianem Robespierre’em na czele. Organizacja ta została później zdelegalizowana – jak i wszystkie pozostałe rewolucyjne zrzeszanie kobiece – przez jakobiński rząd na mocy ustawy z 30 października 1793 r.